# Mycothiol
Mycothiol (MSH oder AcCys-GlcN-Ins) ist ein bakterielles Thiol, das in Actinobakterien vorkommt und analog zu Glutathion in Eukaryoten wirkt. Mycothiol dient den Bakterien zum Abbau reaktiver Sauerstoffspezies und zur Entgiftung, unter anderem von manchen Antibiotika.
Es besteht aus einem Cystein-Anteil mit einer acetylierten Aminogruppe, die an Glucosamin gebunden ist. Dies ist wiederum verbunden mit Inositol. Die oxidierte Disulfid-Form des Mycothiol (MSSM) nennt man Mycothion, welches zu Mycothiol durch das Flavoprotein Mycothion-Reductase reduziert wird.
Enzyme der Mycothiol-Biosynthese und Mycothiol-abhängige Enzyme wie die Mycothiol-abhängige-Formaldehyd-Dehydrogenase und Mycothion-Reductase werden als Zielsubstanzen für die Entwicklung von Behandlungen der Tuberkulose genommen.